# Milan Blažek
Milan Blažek (* 1937) je český botanik a zahradník.

## Život
Narodil se v roce 1937, po celý život bydlí v rodinném domě ve Zbuzanech. Od dětství se zajímal o přírodu, motýly a zahradní rostliny. K 18. narozeninám získal první kosatce, které se staly základem jeho sbírky nejprve ve Zbuzanech a později i v Průhonicích. Kosatce se staly jeho celoživotní vášní. V letech 1955 – 61 studoval PřF UK v Praze, po škole dva roky učil biologii a chemii na základní škole.
V roce 1963 nastoupil do Botanické zahrady ČSAV, která byla v roce 1968 začleněna do Botanického ústavu. K prvním úkolům na novém pracovišti patřil přenos sbírek růží do nově budovaného rozária. V botanické zahradě aktivně pracoval přes 50 let, během času prošel všemi posty od stipendisty po vedoucího Vědeckého úseku III (v letech 1990 – 2002).
Zabýval se lekníny, cibulovinami, denivkami a především kosatci. Již v roce 1963 se účastnil kosatcového symposia (Simposio Internazionale dell'Iris) ve Florencii. Organizoval mezinárodní symposium v Průhonicích v roce 1974, kterého se účastnili přední světoví odborníci. Dlouhodobě spolupracoval s trvalkovou školkou hraběnky Helen von Stein-Zeppelin v Laufenu a později se zahradou v Basileji. Pravidelně se účastnil hodnocení novinek kosatců v Itálii, Rakousku, Francii, Německu, Polsku a Slovensku někdy i předsedal hodnotícím komisím, naposledy ve Florencii v roce 2013.
Byl první český a také první mezinárodně oceněný “nezápadní“  šlechtitel kosatců, získal sedm zahraničních uznání za novošlechtění v Rakousku (Vídeň: Temno, 1970; Zlom, 1980; Meruňka, 1983; Lavina, 1986) a Itálii (Florencie: Alena, 1982; Zbuzanka, 1986).
Byl v Kolegiu ČSAV, komisích  MŽP, ve vědecké radě Pražské botanické zahrady. Dlouhá léta byl v redakční radě časopisu Živa.
Účastnil se vedení Poradního sboru botanických zahrad, nejprve prací v genofondové komisi, v roce 1989 byl tajemníkem a od roku 1990 byl po 10 let jeho předsedou. Zajišťoval mezinárodní kontakty, spolupracoval na přípravě pravidelných konferencí a výstav. Podílel se na vydávání Zpravodaje botanických zahrad.
Je autorem řady publikací uveřejněných ve sbornících, časopisech i kapitol v knihách. Zpracování kosatců pro knihu Mečíky a  ostatní hlíznaté květiny redigovanou V. Vaňkem byla u nás první informace o moderních zahradních kosatcích a současně i o novém taxonomickém pojetí rodů. Monograficky zpracoval hesla Hemerocallis, Iris a Nymphaea v Zahradnickém slovníku naučném (1994 – 2001).

## Ocenění
Je doživotním členem Americké kosatcové společnosti (od r. 2001), Italské a Britské kosatcové společnosti a zakládajícím a čestným členem Středoevropské kosatcové společnosti (r. 2013). V roce 1976 získal ocenění Premio Chiaruggi udělené Italskou kosatcovou společností, v roce 1996 Foster Memorial Plaque od Britské kosatcové společnosti a v roce 2004 Warburton Medal. V roce 2016 získal Distinguished Service Award od Historic Iris Preservation Society.
Je čestným členem Unie botanických zahrad České republiky.
Další společná i osobní ocenění přinesly mezinárodní výstavy květin jako Flora Olomouc, Zahradnická výstava v Erfurtu (zlatá medaile 2003, 2006, 2009). Z domácích je třeba zmínit výstavy pořádané v Národním muzeu.

## Vybrané publikace
- Blažek M. (1960): Wild Iris Species in Czechoslovakia. The Bulletin of the American Iris Society 156: 98-101
- Blažek M. (1961): Zahradní kosatce. Vesmír 40: 158-159.
- Blažek M. (1961): Kosatec nízký v Pavlovských kopcích. Živa IX: 12-14.
- Blažek M. (1963): Botanical Species of Irises in the Territory of Czechoslovakia. Atti dell 1. Simposio Internazionale dell’Iris: 481-488.
- Blažek M. (1963): Iris pumila von PoLauer Bergen in Mähren. Deutsche Iris-und Liliengesellschaft, Jahrbuch 1962/63: 76- 79.
- Blažek M. (1968): Iridárium jako příklad expozice okrasných rostlin. Zpravod. bot. zahr. ČSSR 2: 34-51.
- Blažek M. (1968): Iris. - in Vaněk V., ed.: Mečíky a ostatní hlíznaté květiny: 133-193.
- Blažek M. (1968): Iridodictyum. - in Vaněk V., ed.: Mečíky a ostatní hlíznaté květiny: 258-261. Blažek M. (1968): Juno. - in Vaněk V., ed.: Mečíky a ostatní hlíznaté květiny: 281-284.
- Blažek M. (1973): Využití kosatců v botanických zahradách. Zpravod. bot. zahr. ČSR 12: 68-73.
- Blažek M. (1974): Iridárium. Zprávy botanické zahrady Průhonice 7-1974; 96 stran.
- Blažek M. (1974): O kosatcích po třinácti letech. Vesmír 53 /9/: 272-273, 275-276 a 288.
- Blažek M. (1982): Historické kosatce. Živa XXX: 171-173.
- Blažek M. (1982): Kosatec německý. Živa XXX: 210-212.
- Blažek M. (1985): Pěstujeme kosatce a příbuzné rody. Knihovna Květů 60: 23-28. Rudé právo, Praha.
- Blažek M. (1985): Kosatce - květy jara. Knihovna Květů 60: 71-77. Rudé právo, Praha.
- Blažek M. (1985): Kosatečky a kosatčíky. Knihovna Květů 60: 05-107. Rudé právo, Praha.
- Blažek M. (1985): Sbírky kulturních rostlin v genetických vztazích. Zpravod. bot. zahr. ČSSR 27: 45-49.
- Blažek M. (1985): Introdukční možnosti Iris pumila. Živa XXXIII /LXXI/: 138-140.
- Blažek M. (1985): Genus Iris L. - Index seminum et plantarum 20, 1984: 43, 44. BÚ ČSAV
- Blažek M. (1985): Introdukce a genofond specializovaných sbírek. Zprávy botanické zahrady Průhonice 9: 37-42. 1 9 8 6
- Blažek M. (1986): Mezinárodní ocenění československého šlechtění kosatců. Záhradníctvo 11-1986/6: 269-270.
- Blažek M. et M. Roudná (1986): Průhonice und geschützte Pflan zen. Wissenschaftliche Zeitschrift der Pädagogischen Hochschule "Dr. Theodor Neubauer" Erfurt - Mühlhausen. Mathematisch-Naturwissenschaftliche Reihe, 22. Jahrgang 1986, Heft 2: 41-44. 1 9 8 7
- Blažek M. (1987): Botanické zahrady a genofond na mezinárodní úrovni. Živa XXXV: 129.
- Blažek M. (1987): Ochrana genofondu okrasných rostlin. Živa XXXV: 130-132. Blažek M. (1987): Sofia 1987. Zpravod. bot. zahr. ČSSR 31: 70-71.
- Blažek M. et J. Váňa (1987): Botanické zahrady a sbírky kultur. Směry a předpoklady vývoje v zajištění ochrany genofondu a tvorby genobank - materiál pro pracovní skupinu "Genofond": 13-18, ed. SÚPPOP
- Blažek M. (1989): Mezinárodní zasedání pracovníků botanických zahrad v Maďarsku. Zpravod. bot. zahr. ČSSR 34: 40-42.
- Blažek M. (1989): Péče o genofond. Zpravod. bot. zahr. ČSSR 34: 49.
- Blažek M. (1989): Podíl botanických zahrad na ochraně domácích planých rostlin. Zpravod. bot. zahr. ČSSR 34: 50-51.
- Blažek M. (1989): Introdukce a hybridizace a možnosti konzervace genofondu rodu Iris L.. Zpravod. bot. zahr. ČSSR 34: 58- 67.
- Blažek M. (1989): Zakladatel Poradního sboru na odpočinek. Zpravod. bot. zahr. ČSSR 34: 90-92.
- Blažek M. (1989): Hvězdníky v bytě. Um, magazín zájmů a zálib. Jaro 1989: 14-14. Panorama Praha.
- Blažek M. (1989): Kulturní lekníny. Sborník semináře ČSVTS při BÚ ČSAV Třeboň: 24.
- Blažek M. (1990): Historische Schwertlilien.Schweizer Staudengärten. Heft 11: 24-32.
- Blažek M. (1990): Fragen zu Iris germanica.Schweizer Staudengärten. Heft 12: 24-53.
- Blažek M. (1990): Iris in Czechoslovakia. Introduction, Hybridisation and Conservation Possibilities of the Genus. The Iris Year Book (The British Iris Society) 1990: 87-93.
- Blažek M. (1989): Krása leknínů. Magazín Akvárium terárium: 114-116. Panorama Praha.
- Blažek M. (1994): G. Henning et H. Neumann: Freude an Lilien /recenze/. Preslia 66/4: 366.
- Blažek M. (1994): Ochrana přirozené variability druhu v botanických zahradách. - Zprav. bot. zahr., Čihák-tisk, Praha, 44: 13-15.
- Blažek M. (1995): Helen von Stein-Zeppelin - ein erfülltes Leben. Der Staudengarten, 46. Jahrg., 4/1995: 4-5.
- Blažek M. (1995): Botanická zahrada v Průhonicích; in Blažek M. et al. (1995): Botanická zahrada BÚ AV ČR Průhonice. (reprezentační brožura BÚ AV ČR), Čihák-tisk, Praha, (příloha k obrazové části). str. 1 - 4.
- Blažek M. (1995): Sbírka kosatců; in Blažek M. et al. (1995): Botanická zahrada BÚ AV ČR Průhonice. (reprezentační brožura BÚ AV ČR), Čihák-tisk, Praha, - str. 7 - 13.
- Blažek M. (1995) - překlad textu z Biološki list 1, str. 7 - 9/: Č. Šilić: Ztráty botanické zahrady Zemského muzea v Sarajevu ve víru války 1992-1994. - Zpravod. bot. zahr. 45: 33-35.
- Blažek M. (1995): Sbírka leknínů; in Blažek M. et al. (1995): Botanická zahrada BÚ AV ČR Průhonice. (reprezentační brožura BÚ AV ČR), Čihák-tisk, Praha, - str. 13 - 16.
- Blažek M. (1995): Evropská kosatcová společnost. - Zpravod. Iris Hlučín 32 (2/95): 1 - 2.
- Blažek M. (1995): Co-operation of Botanic Gardens of the Czech Republic in Endangered Plants Protection Activities (poster a rozmnožený text na konferenci Planta Europa) - 1 strana.
- Blažek M. (1995): Sbírky Botanické zahrady Botanického ústavu Akademie věd České republiky V Průhonicích. Množený text na výstavě v Národním muzeu - 2 strana.
- Blažek M. et Blažková U. (1995): Charakteristika základních sbírek Botanické zahrady BÚ AV ČR. Množený text na výstavě v Národním muzeu - 2 strany.
- Blažek M. (1995): Ukázky hlavních skupin kosatců. Množený text na výstavě v Národním muzeu - 3 strany.
- Blažek M. (1995): Zbuzany a květiny - Množený text na výstavě ve Zbuzanech - 2 strany.
- Blažek M. (1995): Problémy geograficky nepůvodních druhů z hlediska ochrany domácího genofondu. 6 stran - text předaný na AOPK. Blažek M. (1995): Vzdělávací, výchovná a osvětová Činnost v ekologii z hlediska botanických a zoologických zahrad. MŽP, 3 strany.
- Blažek M. (1996): Possibilities of Botanic Gardens in the System of Activities of Planta Europa (text pro účastníky zasedání Planta Europa na Křivoklátě) - 2 strany.
- Blažek M. (1996): Postavení botanických zahrad mezi institucemi, přispívajícími k uplatnění vzácných rostlin v sídlech a krajině. - Zpravod. bot. zahr., Čihák-tisk, Praha, 46: 12-13.
- Blažek M. (1996): Přehled činnosti Poradního sboru pro botanické zahrady ve funkčním období 1991-95. - Zpravod. bot. zahr., Čihák-tisk, Praha, 46: 93-99.
- Blažek M. (1996): Úvodní slovo: Společná práce Českých a slovenských botanických zahrad v roce 1995. - Zpravod. bot. zahr., Čihák-tisk, Praha, 46: 5-8.
- Blažek M., U. Blažková (1996): Botanické zahrady jako poslední útočiště historicky cenných zahradních bylin. - Zpravod. bot. zahr., Čihák-tisk, Praha, 46: 29-3
- Blažek M. (1998): Sbírky Botanické zahrady Botanického ústavu AV ČR I. - Informace pro zahradnictví č. 6: 14-15. Strategie Praha.
- Blažek M. (1998): Sbírky Botanické zahrady Botanického ústavu AV ČR II. - Informace pro zahradnictví č. 7: 15. Strategie Praha.
- Blažek M. (1998 - 1997/98) - recenze: A. Blanco White - ed.: The Irises. Biologia Plantarum vol. 40 (č. 4): 554
- Blažek M. (1998): Současné postavení botanických zahrad a jejich spolupráce. - Zpravod. bot. zahr., Čihák-tisk, Praha, 48:
- Blažek M. (1998): Historische Schwertlilien. Schweizer Staudengärten, Heft 28: 79 – 88. Publ. Gesellschaft Schweizer Staudenfreunde, Zürich
- Blažek M. (1998): Fragen zur Iris germanica. Schweizer Staudengärten, Heft 28: 89 – 99. Publ. Gesellschaft Schweizer Staudenfreunde, Zürich
- Blažek M. (1998): Importance of the Protection of Full Natural Variability of Iris Species for Development as Garden Varieties. An International Conference "Irises & Iridaceae": Biodiversity & Systematics - Abstracts p. 19. The Linnean Society of London, Burlington House, Piccadilly, London W1V 0LQ.
- Blažek M. (1998): Importance of the Protection of Full Natural Variability of Iris Species. 8 stran – text přednášky, zkrácená verze vyšla v Acta Botanica Italiana – viz citace z r. 2001
- Blažek M. (2000): International Cooperation. The Path to the Middle-European Society. Bulletin of the American Iris Society Vol. LXXXI, No. 1, Series No. 316, January 2000: 98-101.
- Blažek M. (2000): Botanic Garden, Institute of Botany, Academy of Sciences of the Czech Republic. In: Symposium 2000. Printed papers of an International Symposium on Iris, New Zealand 2-6th November 2000: 63-65
- Blažek M. (2000): Position of the Genus Iris in Botanical Gardens. In: Symposium 2000. Printed papers of an International Symposium on Iris, New Zealand 2- 6th November 2000: 65-71
- Blažek M. (2000): Botanical Garden in Průhonice and Work with Irises. In: Symposium 2000. Printed papers of an International Symposium on Iris, New Zealand 2-6th November 2000: 71-76
- Blažek M. (2000): Probleme des Pflanzenschutzes und der Erhaltung der Pflanzen in den tschechischen Botanischen Gärten. Internationale Arbeitstagung, Arbeitsgemeinschaft Technischer Leiter Botanischer Gärten e.V., Tagungsband: 40-44. Technische Universität Dresden et Akademie der Wissenschaften der CR, Botanisches Institut, Botanischer Garten
- Blažek M. (2000): Charakteristiky navštívených botanických zahrad in: Internationale Arbeitstagung, Arbeitsgemeinschaft Technischer Leiter Botanischer Gärten e.V., Tagungsband: 23-29. Technische Universität Dresden et Akademie der Wissenschaften der CR, Botanisches Institut, Botanischer Garten
- Blažek M. (2000): Máme se ještě co dovědět o kosatcích? „IRIS“. Middle European Iris Society Bulletin No 13 - (3/2000): 4
- Blažek M. (2001): Probleme des Pflanzenschutzes und der Erhaltung der Pflanzen in den tschechischen Botanischen Gärten. Gärtnerisch-Botanischer Brief Nr. 142, 2001/1: 4 – 8. Selbstverlag der Arbeitsgemeinschaft Technischer Leiter Botanischer Gärten e.V.
- Blažek M. (2001): Nordenstam, B., El-Ghazaly, G., Kassas, M. (ed.): Plant Systematics for the 21st Century. (Wenner-Gren International Series Volume 77.) - Portland Press, London 2000. 366 pp. ISBN 1-85578-135-2. Recenze in Biol. Plant. 44(4): 488, 2001.
- Blažek M. (2001): James Cullen et all.: Handbook of North European Garden plants. With Keys to Families and Genera. Cambridge University Press 2001. Recenze in Photosynthetica 39 (3): 362
- Blažek M. (2001): Michael Hickey and Clive King: The Cambridge Illustrated Glossary of Botanical Terms. Cambridge University Press 2000. Recenze in Photosynthetica 39 (3): 402.
- Blažek M. (2001): The Botanic Garden in Pruhonice and its Iris collection. Annali di Botanica, Nuova Serie, Volume I, n. 2
- Blažek M. (2003): Iris – natürliche Variabilität und züchterische Vielfalt. Abh. Naturwiss. Ver. Hamburg (NF) 36: 201 – 208. In D. Roth (Ed.): Die Blumenbücher des Hans Simon Holtzbecker und Hamburgs Lustgärten/. Hamburg 2003.
- Blažek M. (2003): Postavení kosatců ve středoevropských zahradách a práce s nimi v Průhonicích. In: Kosatce kvitnúce v záhrade. Sborník konventu a medzinárodného seminára zameraného na problematiku kosatcov a ich využitia v záhradníckej praxi. Slovenská polnohospodárska univerzita v Nitre: 1 - 22.
- Blažek M. (2004): Denivky – jednodenní, ale stále se obnovující radost. Springermedia.
- Blažek M. (2004): Concept of the Průhonice Gene-pool collections. 1 strana – poster na symposiu botanických zahrad v Polském Těšíně
- Blažek M. (2005): Poradní sbor botanických zahrad – 1964-2001. In Sekerka P. (Ed.): Sborník z konference Introdukce a genetické zdroje rostlin – Botanické zahrady v novém tisíciletí. Botanická zahrada hl. m. Prahy, ISBN 80-903697-0-7: 13-15
- Blažek M. (2005): Problematika specializovaných sbírek v botanických zahradách od reprezentativního výběru rostlin po ochranu genofondu. In Sekerka P. (Ed.): Sborník z konference Introdukce a genetické zdroje rostlin – Botanické zahrady v novém tisíciletí. Botanická zahrada hl. m. Prahy, ISBN 80-903697-0-7: 136-144
- Blažek M. (2005): Hybridization and Cultivation Process and History of Bearded Irises. In Iris Species and Cultivars in the World: 162 – 167 /v japonštině/.
- Blažek M. (2005): Franciris 2005. Iris – Bulletin č. 23 (1/2005): 9-11. Middle European Iris Society Blažek M. (2005): Přesazování kosatců mimo běžné termíny. Iris – Bulletin č. 23 (1/2005): 30-32. Middle European Iris Society * Blažek M. (2005): Postavení kosatců ve Středoevropských zahradách a práce s nimi v Průhonicích. Iris – Bulletin č. 32-52 (1/2005): 9-11. Middle European Iris Society
- Blažek M. & Blažková U. (2011): Genetic Resources of Iris barbata, Group Elatior. Searching, Identification and Preservation of Genetic Resources of Tall Bearded Garden Irises
- Blažek M., Končinská M. & Sekerka P. (2011): Kosatce významné pro zahrady I. - kartáčkaté kosatce. Zahradnictví 9: 32-35
- Blažek M., Sekerka P. & Končinská M. (2011): Kosatce významné pro zahrady II. - historické kulturní kosatce. Zahradnictví 9: 32-34
- Blažek M., Sekerka P. & Končinská M. (2011): Kosatce významné pro zahrady III. - Variabilita bradatých kosatců a české šlechtění. Zahradnictví 9: 28-31
- Končinská M., Sekerka P. & Blažek M. (2011): Kosatce významné pro zahrady V. - Bezkartáčkaté kosatce. Zahradnictví 9: 36-39
- II Московский Международный Симпозиум по роду Ирис “Ирис-2011” Материалы /ботаничекий сад МГУ, 14-17 июня 2011 г./. p. 31 - 44. МАКС ПРЕСС. Москва 2011
- Blažek M. (2015): Kosatce v průběhu staletí -1. díl. Zahradnictví 5/2015, str. 30-35
- Blažek M. (2015): Kosatce v průběhu staletí -2. díl. Zahradnictví 5/2015, str. 34-37
- Blažek M. (2015): The Iris Collection at Průhonice. Aims and Traditions. ROOTS Journal of the Historic Iris Preservation Society Volume 28, Issue 2